# 5519 Lellouch
5519 Lellouch (1990 QB4) là một tiểu hành tinh vành đai chính được phát hiện ngày 23 tháng 8 năm 1990 bởi H. E. Holt ở Palomar.